# جيراردو موراليس
جيراردو موراليس (بالإسبانية: Gerardo Morales)‏ (20 سبتمبر 1975 في الأوروغواي - ) هو لاعب كرة قدم أوروغواني في مركز الوسط. لعب مع رامبلا جونيورز ومونتيفيديو واندررز ونادي غراسهوبر زيوريخ ونادي مس كرمان وناسيونال مونتيفيديو وهوراكان ونادي رينتيستاس وديبورتيفو مالدونادو وClub Deportivo Universidad de San Martín de Porres ‏.

## وصلات خارجية
- جيراردو موراليس على موقع قاعدة بيانات كرة القدم.إي يو (الإنجليزية)